# Begonia sabahensis
Espèce
Begonia sabahensis est une espèce de plantes de la famille des Begoniaceae.
Elle a été décrite en 2004 par Ruth Kiew (1946-…) et Jiew Hoe Tan (2004).